# Maratón de Barcelona

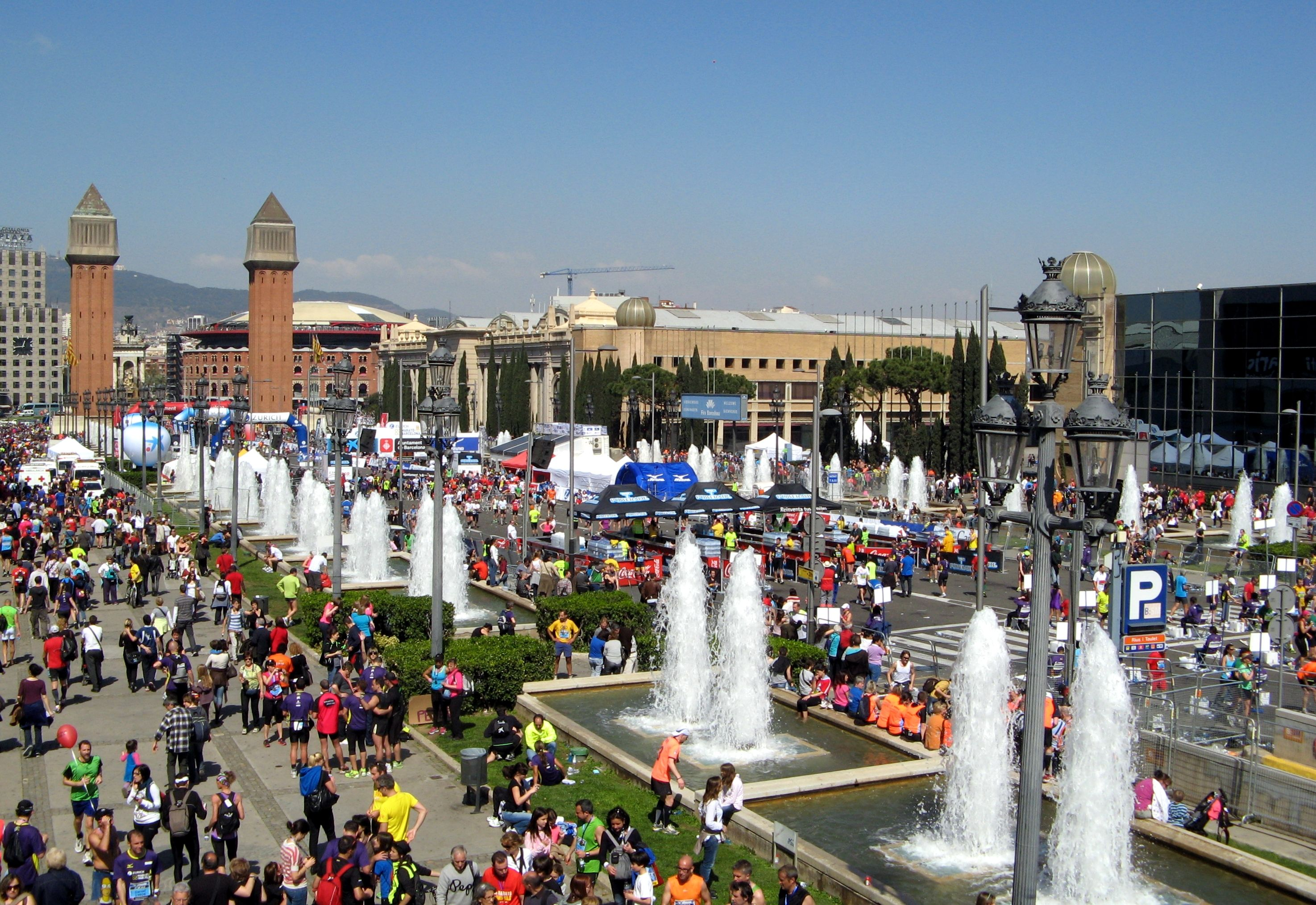
Edición de 2012

La Maratón de Barcelona es una prueba atlética de formato maratón de carácter popular que se disputa anualmente en la ciudad de Barcelona, Cataluña, España desde el año 1980 (con dos ediciones previas celebradas en Palafrugell y conocidas como Maratón de Cataluña). Los participantes deben recorrer una distancia de 42.195 metros por las principales calles de la ciudad. La carrera tiene lugar cada año el primer domingo del mes de marzo (justo al mes de la media maratón no el primer domingo) y está llamada convertirse en una prueba de referencia en Europa gracias a su ritmo de crecimiento año tras año.
La Maratón de Barcelona está impulsada por un Comité Promotor compuesto por cuatro instituciones y entidades: el Ayuntamiento de Barcelona, la Plataforma Maratón de Barcelona, la Federación Catalana de Atletismo y Turismo de Barcelona. Su coordinación general corresponde al Instituto Barcelona de Deportes y su Organización Ejecutiva a ASO (Amaury Sport Organisation) y RPM Racing. 
El récord de la prueba masculino y absoluto corresponde al atleta etíope Tesfaye Deriba, con un tiempo de 2 horas, 4 minutos y 13 segundos (2025) y el récord femenino lo ostenta la etíope Sharon Chelimo con 2:19:33 (2025).
En las últimas ediciones se ha incrementado la participación de una forma notable. El número de atletas inscritos de las últimas ediciones ha sido de 4.425 (2006), 7.475 (2007), 9.121 (2008), 9.752 (2009), 12.162 (2010), 15.134 (2011), 19.507 (2012). El récord de participación se marcó en la edición de 2025 con más de 27.000 participantes, superando los 20.382 participantes de 2016.

## Historial
| Año  | Participantes | Ganador hombres        | Tiempo  | Ganador mujeres       | Tiempo  |
| ---- | ------------- | ---------------------- | ------- | --------------------- | ------- |
| 2025 | 27.000+       | Tesfaye Deriba         | 2:04:13 | Sharon Chelimo        | 2:19:33 |
| 2024 |               | Tadesse Abraham        | 2:05:01 | Degitu Azimeraw       | 2:19:52 |
| 2023 |               | Marius Kimutai         | 2:05:06 | Zeineba Yimer         | 2:19:44 |
| 2022 |               | Yihunilign Adane       | 2:05:53 | Meseret Gebre         | 2:23:11 |
| 2021 |               | Samuel Kosgei          | 2:06:03 | Tadu Teshome          | 2:23:53 |
| 2019 |               | Alemu Bekele           | 2:06:04 | Kuftu Tahir           | 2:24:44 |
| 2018 |               | Anthony Maritim        | 2:08:08 | Ruth Chebitok         | 2:25:46 |
| 2017 |               | Jonah Chesum           | 2:08:57 | Helen Bekele          | 2:25:04 |
| 2016 |               | Dino Sefir             | 2:09:31 | Valerie Aiyabei       | 2:25:26 |
| 2015 |               | Philip Kangogo         | 2:08:16 | Aynalem Kassahun      | 2:28:20 |
| 2014 |               | Getachew Abayu         | 2:10:45 | Frasiah Nyambura      | 2:32:26 |
| 2013 |               | Gezahegne Abera        | 2:10:17 | Lemelem Berha         | 2:34:39 |
| 2012 | 16.216        | Julius Chepkwony       | 2:11:14 | Emily Chepkomy Samoei | 2:26:52 |
| 2011 | 12.564        | Levi Omari             | 2:07:31 | Josephine Ambjörnsson | 2:45:31 |
| 2010 | 10.115        | Jackson Kipkoech Kotut | 2:07:30 | Debele Wudnesh Nega   | 2:31:50 |
| 2009 | 8.133         | Johnstone Chebii       | 2:14:01 | Tadelech Biru Zeit    | 2:39:43 |
| 2008 | 7.609         | Hosea Kosgei           | 2:14:42 | Mihret Tadesse        | 2:42:12 |
| 2007 | 6.311         | Johnstone Chebil       | 2:12:04 | Kristijna Loonen      | 2:42:02 |
| 2006 | 4.183         | Joseph Nguram          | 2:12:36 | Haile Kebelush        | 2:41:23 |
| 2004 | 3.361         | Driss Lakhouaja        | 2:15:59 | Karin Schon           | 2:42:54 |
| 2003 | 2.783         | Alberto Juzdado        | 2:10:53 | Wahbi Kenza           | 2:38:36 |
| 2002 | 3.062         | Benjamin Rotich        | 2:12:07 | Galina Zhulyayeva     | 2.40.33 |
| 2001 | 2.958         | Benedict Ako           | 2:13:53 | Leone da Silva        | 2:40:32 |
| 2000 | 2.532         | William Mustoki        | 2:12:18 | Griselda González     | 2:31:12 |
| 1999 | 2.195         | Daniel Komen           | 2.16.24 | Eva Sanz              | 2:37:56 |
| 1998 | 2.520         | Abdselam Serrock       | 2:09:48 | Ana Isabel Alonso     | 2:30:05 |
| 1997 | 2.949         | Abdselam Serrock       | 2:12:53 | Ana Isabel Alonso     | 2.30.04 |
| 1996 | 2.419         | Benito Ojeda           | 2:16:57 | Giselle Camilleri     | 2:48:04 |
| 1995 | 2.518         | Igor Tchouprakov       | 2:21:12 | Nuria Pastor          | 2:44:19 |
| 1994 | 2.565         | Benito Ojeda           | 2.15.14 | Marina Ivanova        | 2:40:30 |
| 1993 | 2.637         | Volmir Herbstrith      | 2:13'25 | Emma Scaunich         | 2:36:16 |
| 1992 | 5.694         | John Burra             | 2:12:46 | Monica Estarvoska     | 2:34:07 |
| 1991 | 2.890         | Kashid Nishimoto       | 2:16:32 | Satoe Minegishi       | 2:38:37 |
| 1990 | 2.832         | Allan Zachariasen      | 2:16:30 | Elisenda Pucurull     | 2:43:11 |
| 1989 | 2.656         | Doug Kurtis            | 2:16:37 | M Vander Gehutche     | 2:37.42 |
| 1988 | 2.653         | Fernando Díaz          | 2:19:58 | Deborah Heath         | 2:45:35 |
| 1987 | 2.443         | Pär Wallin             | 2.13:58 | Joaquima Casas        | 2:43:28 |
| 1986 | 2.152         | Fred Vandervennet      | 2:15:45 | Deborah Heath         | 2:48:28 |
| 1985 | 2.401         | Rafael Garcia          | 2.18:16 | Joaquima Casas        | 2:48:01 |
| 1984 | 2.387         | Werner Meier           | 2:14:50 | Margaret Lockley      | 2:41:42 |
| 1983 | 1.773         | Allan Zachariasen      | 2:11:05 | Anna Domoratskaya     | 2:47:12 |
| 1982 | 1.155         | Michael Pinocci        | 2:14:30 | Rita Borralho         | 2:46:58 |
| 1981 | 989           | Martin Knapp           | 2:18:56 | Iciar Martinez        | 2:47:12 |
| 1980 | 708           | Don Faircloth          | 2:19:42 | Joaquima Casas        | 3:09:53 |
| 1979 | 224           | Dave Patterson         | 2:19:37 | Matilde Gómez         | 3:18:48 |
| 1978 | 224           | Dave Patterson         | 2:23:15 | Matilde Gómez         | 3:55:33 |